# Raoul III de Vexin
Ne doit pas être confondu avec Raoul de Mantes.
Raoul III de Vexin aussi appelé Raoul de Mantes, mort en 1060, fut comte de Valois. Il était fils de Gautier II le Blanc (mort après 1017), comte de Vexin, de Mantes, d'Amiens et de Valois, et d'une certaine Adèle, dont nous ne savons rien.

## Biographie
À la mort de son père, afin de préserver le patrimoine familial, il partagea les comtés avec son frère Dreux. Dreux reçut le Vexin et Amiens et resta fidèle au capétien, tandis que Raoul eut le Valois et se rapprocha du comte de Blois, devenu comte de Troyes et de Meaux. Le troisième frère, Foulque, était déjà évêque d'Amiens.
Il épousa Adèle de Breteuil, fille de Gilduin, seigneur de Breteuil, vicomte de Chartres, et d'Emmeline. Ils eurent :
- Raoul IV († 1074), comte de Valois (Raoul IV), puis de Vexin et d'Amiens (Raoul III) ;
- Thibaut.

Il a peut-être eu aussi un autre fils, Gautier, qui fut seigneur de Guise en 1058.

## Sources
- (fr) Pierre Bauduin, La Première Normandie (Xe – XIe siècles), Caen, Presses Universitaires de Caen, 2004, 474 p. [détail des éditions] (ISBN 2-84133-145-8).
- (fr) Édouard de Saint-Phalle, « Les comtes de Gâtinais aux Xe et XIe siècles », dans Onomastique et Parenté dans l'Occident médiéval, Oxford, Linacre College, Unit for Prosopographical Research, coll. « Prosopographica et Genealogica / 3 », 2000, 310 p. (ISBN 1-900934-01-9), p. 230-246.